# 田在艺
田在艺（1919年12月5日—2015年3月3日），男，陕西渭南人，中国石油地质学家。中国石油天然气集团公司石油勘探开发科学研究院教授级高级工程师。曾任石油勘探开发科学研究院副院长。

## 生平
1945年毕业于国立中央大学理学院地质系。1997年当选为中国科学院院士。